# К
Ka (К, к) é uma letra do alfabeto cirílico (décima segunda do alfabeto russo, décima quinta do ucraniano).
Originou-se da letra grega capa (Κ), assim como a letra K do alfabeto latino.
Representa /k/, a oclusiva velar surda (como em carro, queijo), exceto se seguida por uma vogal palatalizadora, quando assume o som [kj].